# 82. Oscar-gála
A 82. Oscar-gála megrendezésére 2010. március 7-én került sor a Kodak Theatre-ben Los Angelesben. A Filmművészeti és Filmtudományi Akadémia a 2009-es év legjobb filmjeit és alkotóit díjazta. A díjátadó házigazdája Alec Baldwin és Steve Martin volt: Baldwin első alkalommal, míg Martin már harmadszor volt az esemény házigazdája.
Az Oscar-díj átadások történetében először ezen a díjátadón a legjobb film kategóriában a díjazott a korábbi öt jelölt helyett tíz film közül került ki.

## Díjazottak
| Kategória                     | Győztes                    |                               |
| ----------------------------- | -------------------------- | ----------------------------- |
| Legjobb film                  | A bombák földjén           |                               |
| Legjobb férfi főszereplő      | Jeff Bridges               | Őrült szív                    |
| Legjobb női főszereplő        | Sandra Bullock             | A szív bajnokai               |
| Legjobb férfi mellékszereplő  | Christoph Waltz            | Becstelen brigantyk           |
| Legjobb női mellékszereplő    | Mo'Nique                   | Precious – A boldogság ára    |
| Legjobb rendező               | Kathryn Bigelow            | A bombák földjén              |
| Legjobb eredeti forgatókönyv  | A bombák földjén           | Mark Boal                     |
| Legjobb adaptált forgatókönyv | Precious – A boldogság ára | Geoffrey Fletcher             |
| Legjobb fényképezés           | Avatar                     | Mauro Fiore                   |
| Legjobb vágás                 | A bombák földjén           | Bob Murawski, Chris Innis     |
| Legjobb látványtervezés       | Avatar                     | Rick Carter, Robert Stromberg |
| Legjobb jelmez                | Az ifjú Viktória királynő  | Sandy Powell                  |
| Legjobb smink                 | Star Trek                  |                               |
| Legjobb eredeti filmzene      | Fel                        | Michael Giacchino             |
| Legjobb eredeti dal           | Őrült szív                 | „The Weary Kind”              |
| Legjobb hang                  | A bombák földjén           |                               |
| Legjobb hangvágás             | A bombák földjén           |                               |
| Legjobb vizuális effektusok   | Avatar                     |                               |
| Legjobb animációs film        | Fel                        | Pete Docter                   |
| Legjobb idegen nyelvű film    | El Secreto de Sus Ojos     | Argentína                     |
| Legjobb dokumentumfilm        | The Cove                   |                               |
| Legjobb rövid dokumentumfilm  | Music by Prudence          |                               |
| Legjobb animációs rövidfilm   | Logorama                   |                               |
| Legjobb rövidfilm             | The New Tenants            |                               |

## Kategóriák és jelöltek

### Legjobb film
- Avatar (James Cameron, Jon Landau)
- A szív bajnokai (Gil Netter, Andrew A. Kosove, Broderick Johnson)
- District 9 (Peter Jackson, Carolynne Cunningham)
- Egy lányról (Finola Dwye, Amanda Posey)
- A bombák földjén (Kathryn Bigelow, Mark Boal, Nicolas Chartier, Greg Shapiro)
- Becstelen brigantyk (Lawrence Bender)
- Precious - A boldogság ára (Lee Daniels, Sarah Siegel-Magness, Gary Magness)
- Egy komoly ember (Joel Coen, Ethan Coen)
- Fel (Jonas Rivera)
- Egek ura (Daniel Dubiecki, Ivan Reitman, Jason Reitman)

### Legjobb színész
- Jeff Bridges (Őrült szív)
- George Clooney (Egek ura)
- Colin Firth (Egy egyedülálló férfi)
- Morgan Freeman (Invictus - A legyőzhetetlen)
- Jeremy Renner (A bombák földjén)

### Legjobb színésznő
- Sandra Bullock (A szív bajnokai)
- Helen Mirren (Az utolsó állomás)
- Carey Mulligan (Egy lányról)
- Gabourey Sidibe (Precious – A boldogság ára)
- Meryl Streep (Julie és Julia – Két nő, egy recept)

### Legjobb mellékszereplő színész
- Matt Damon (Invictus - A legyőzhetetlen)
- Woody Harrelson (A harcmező hírnökei)
- Christopher Plummer (Az utolsó állomás)
- Stanley Tucci (Komfortos mennyország)
- Christoph Waltz (Becstelen brigantyk)

### Legjobb mellékszereplő színésznő
- Penélope Cruz (Kilenc (film))
- Vera Farmiga (Egek ura)
- Maggie Gyllenhaal (Őrült szív)
- Anna Kendrick (Egek ura)
- Mo'Nique (Precious – A boldogság ára)

### Legjobb rendező
- James Cameron (Avatar)
- Kathryn Bigelow (A bombák földjén)
- Quentin Tarantino (Becstelen brigantyk)
- Lee Daniels (Precious – A boldogság ára)
- Jason Reitman (Egek ura)

### Legjobb eredeti forgatókönyv
- A bombák földjén (Mark Boal)
- Becstelen brigantyk (Quentin Tarantino)
- A Serious man (Joel Coen, Ethan Coen)
- The Messenger (Alessandro Camon, Oren Moverman)
- Fel (Bob Peterson, Pete Docter)

### Legjobb adaptált forgatókönyv
- District 9 (Neill Blomkamp, Terri Tatchell)
- Egy lányról (Nick Hornby)
- Egy kis gubanc (Jesse Armstrong, Simon Blackwell, Armando Iannucci, Tony Roche)
- Precious – A boldogság ára (Geoffrey Fletcher)
- Egek ura (Jason Reitman, Sheldon Turner)

### Legjobb fényképezés
- Avatar (Mauro Fiore)
- Harry Potter és a Félvér Herceg (Bruno Delbonnel)
- A bombák földjén (Barry Ackroyd)
- Becstelen brigantyk (Robert Richardson)
- The White Ribbon (Christian Berger)

### Legjobb vágás
- Avatar (Stephen Rivkin, John Refoua, James Cameron)
- District 9 (Julian Clarke)
- A bombák földjén (Bob Murawski, Chris Innis)
- Becstelen brigantyk (Sally Menke)
- Precious – A boldogság ára (Joe Klotz)

### Legjobb látványtervezés
- Avatar (Rick Carter, Robert Stromberg)
- Doctor Parnassus és a képzelet birodalma (Dave Warren, Anastasia Masaro)
- Kilenc (John Myhre)
- Sherlock Holmes (Sarah Greenwood)
- Az ifjú Viktória királynő (Patrice Vermette)

### Legjobb jelmez
- The Bright Star (Janet Patterson)
- Coco Chanel (Catherine Leterrier)
- Doctor Parnassus és a képzelet birodalma (Monique Prudhomme)
- Kilenc (film) (Colleen Atwood)
- Az ifjú Viktória királynő (Sandy Powell)

### Legjobb smink
- Star Trek (Barney Burman, Mindy Hall, Joel Harlow)
- Il Divo (Aldo Signoretti, Vittorio Sodano)
- Az ifjú Viktória királynő (Jon Henry Gordon, Jenny Shircore)

### Legjobb eredeti filmzene
- Avatar (James Horner)
- A fantasztikus Róka úr (Fantastic Mr. Fox) (Alexandre Desplat)
- A bombák földjén (Marco Beltrami, Buck Sanders)
- Sherlock Holmes (Hans Zimmer)
- Fel (Michael Giacchino)

### Legjobb eredeti dal
- A hercegnő és a béka‑(Randy Newman): "Almost There"
- A hercegnő és a béka-(Randy Newman): "Down in New Orleans"
- Külvárosi mulató-(Reinhardt Wagner): "Loin de Paname"
- Kilenc (film)-(Maury Yeston): "Take it all"
- Őrült szív-(Ryan Bingham): "The Weary Kind"

### Legjobb hang
- Avatar (Christopher Boyes, Gary Summers, Andy Nelson, Tony Johnson)
- A bombák földjén (Paul N.J. Ottosson, Ray Beckett)
- Becstelen brigantyk (Michael Minkler, Tony Lamberti, Mark Ulano)
- Star Trek (Anna Behlmer, Andy Nelson, Peter J. Devlin)
- Transformers - A bukottak bosszúja (Greg P. Russell, Gary Summers, Geoffrey Patterson)

### Legjobb hangvágás
- Avatar (Christopher Boyes, Gwendolyn Yates Whittle)
- A bombák földjén (Paul N.J. Ottosson)
- Becstelen brigantyk (Wylie Stateman)
- Star Trek (Alan Rankin, Mark Stoeckinger)
- Fel (Michael Silvers, Tom Myers)

### Legjobb vizuális effektek
- Avatar (Joe Letteri, Stephen Rosenbaum, Richard Baneham, Andrew R. Jones)
- District 9 (Dan Kaufman, Peter Muyzers, Robert Habros, Matt Aitken)
- Star Trek (Roger Guyett, Russell Earl, Paul Kavanagh, Burt Dalton)

### Legjobb animációs film
- Coraline és a titkos ajtó (Henry Selick)
- A fantasztikus Róka úr (Wes Anderson)
- A hercegnő és a béka (John Musker, Ron Clements)
- Kells titka (Tomm Moore)
- Fel (Pete Docter)

### Legjobb idegen nyelvű film
- Ajami (Izrael)
- El Secreto de Sus Ojos (Argentína)
- The Milk of Sorrow (Peru)
- A próféta (Franciaország)
- A fehér szalag (Németország)

### Legjobb dokumentumfilm
- Burma VJ (Anders Østergaard, Lise Lense-Møller)
- The Cove
- Food, Inc. (Robert Kenner, Elise Pearlstein)
- The Most Dangerous Man in America: Daniel Ellsberg and the Pentagon Papers (Judith Ehrlich, Rick Goldsmith)
- Which Way Home (Rebecca Cammisa)

### Legjobb rövid dokumentumfilm
- China's Unnatural Disaster: The Tears of Sichuan Province (Jon Alpert, Matthew O'Neill)
- The Last Campaign of Governor Booth Gardner (Daniel Junge, Henry Ansbacher)
- The Last Truck: Closing of a GM Plant (Steven Bognar, Julia Reichert)
- Music by Prudence (Roger Ross Williams, Elinor Burkett)
- Rabbit à la Berlin (Bartek Konopka, Anna Wydra)

### Legjobb animációs rövidfilm
- French Roast (Fabrice O. Joubert)
- Granny O'Grimm's Sleeping Beauty (Nicky Phelan, Darragh O'Connell)
- The Lady and the Reaper (Javier Recio Gracia)
- Logorama (Nicolas Schmerkin)
- A Matter of Loaf and Death (Nick Park)

### Legjobb rövidfilm
- The Door (Juanita Wilson, James Flynn)
- Instead of Abracadabra (Patrik Eklund, Mathias Fjellström)
- Kavi (Gregg Helvey)
- Miracle Fish (Luke Doolan, Drew Bailey)
- The New Tenants (Joachim Back, Tivi Magnusson)

## Végső eredmény
(Győzelem/jelölés)
| 6/9 | A bombák földjén           |
| 3/9 | Avatar                     |
| 2/6 | Precious – A boldogság ára |
| 2/5 | Fel                        |
| 2/3 | Őrült szív                 |
| 1/8 | Becstelen brigantyk        |
| 1/4 | Star Trek                  |
| 1/3 | Az ifjú Viktória királynő  |
| 1/2 | A szív bajnokai            |